# Donella ogoouensis
Donella ogoouensis là một loài thực vật có hoa trong họ Hồng xiêm. Loài này được (A. Chev.) Aubrév. & Pellegr. mô tả khoa học đầu tiên năm 1960.